# Nikolai Baar-Baarenfels

Nikolai Baar-Baarenfels (2022)

Nikolai Baar-Baarenfels (* 2000 in Wien) ist ein österreichisch-bulgarischer Schauspieler. Er ist vor allem durch seine Rollen in deutschsprachigen Fernsehserien und -filmen bekannt.

## Leben
Baar-Baarenfels absolvierte von 2018 bis 2021 eine Schauspielausbildung an der filmacademy Schauspielschule für Theater & Film (vormals 1st filmacademy) in Wien. Seit 2020 ist Baar-Baarenfels in verschiedenen Film- und Fernsehproduktionen zu sehen. Er spielte unter anderem in den Serien SOKO Donau, SOKO Linz, School of Champions und Totenfrau mit.  
In dem Fernsehfilm Die Toten von Salzburg – Vergeltung (2021) verkörperte er die Figur des Jack Dunic. 2025 war er in der Amazon-Serie Drunter und Drüber – Chaos auf dem Friedhof als Daniel zu sehen.

## Filmografie (Auswahl)

### Fernsehen und Streaming (Auswahl)
- 2021: Vienna Blood – Die traurige Gräfin (Fernsehreihe)
- 2021: Landkrimi – Flammenmädchen (Fernsehreihe)
- 2021: Die Toten von Salzburg – Vergeltung (Fernsehreihe)
- 2022: Totenfrau (Fernsehserie)
- 2024: Eigentlich sollten wir (Fernsehfilm)
- 2024: School of Champions (Fernsehserie, 5 Folgen)
- 2024: SOKO Linz (Fernsehserie, Folge Signature Styles)
- 2025: SOKO Donau (Fernsehserie, Folge Waldesruh)
- 2025: Drunter und Drüber – Chaos auf dem Friedhof (Fernsehserie)

### Kurzfilme (Auswahl)
- 2018: Wenn das wahr ist
- 2021: Impetus
- 2022: Schlaflos

## Theater
- 2016: Der eingebildete Kranke (Wiener KinderTheater) – Rolle: Thomas Diafoirus
- 2017: Der Bauer als Millionär (Wiener KinderTheater) – Rolle: Ajaxerle
- 2018: Ein Sommernachtstraum (Wiener KinderTheater) – Rollen: Demetrius, Lysander, Oberon
- 2019: Der Revisor (Wiener KinderTheater) – Rolle: Chlestakow